# Lophomachia angiportus
Lophomachia angiportus là một loài bướm đêm trong họ Geometridae.